# تحصیل در بلژیک

سطوح مختلف تحصیل در فلاندر

آموزش و پرورش در بلژیک توسط یکی از سه جامعه: فلاندری، فرانسوی و آلمانی زبان تنظیم و تأمین مالی می‌شود. هر جامعه ای سیستم مدرسه خود را دارد که تفاوت‌های کوچکی بین آنها وجود دارد. دولت فدرال نقش بسیار کمی ایفا می‌کند: مستقیماً سن مدرسه اجباری و به‌طور غیرمستقیم تأمین مالی جوامع را تعیین می‌کند.
تحصیل در بلژیک در سنین ۵ تا ۱۸ سالگی یا تا زمانی که فرد از دبیرستان فارغ‌التحصیل شود اجباری است.
مدارس را می‌توان به سه گروه تقسیم کرد:
1. مدارس متعلق به جوامع (آموزش جامعه فلاندری؛ تشکیلات والونی-بروکسل)
2. مدارس دولتی یارانه ای (آموزش رسمی یارانه ای؛ شبکه رسمی یارانه ای)، سازماندهی شده توسط استان‌ها، شهرداری‌ها یا کمیسیون جامعه فرانسوی بروکسل
3. مدارس رایگان یارانه ای (آموزش رایگان یارانه ای؛ شبکه رایگان یارانه ای)، عمدتاً توسط سازمانی وابسته به کلیسای کاتولیک سازماندهی شده‌است.

گروه دوم هم از نظر تعداد مدارس و هم از نظر تعداد دانش آموزان بزرگ‌ترین گروه است.